# جوسيلين دي ليما
جوسيلين ساليس دي ليما (من مواليد 14 سبتمبر 1990) هي لاعبة ألعاب قوى برازيلية متخصصة في رمي الرمح. مثلت بلادها في بطولة العالم 2013 دون التأهل للنهائيات. فازت بميداليات متعددة على المستوى الإقليمي، بما في ذلك الميدالية البرونزية في دورة الألعاب الأمريكية عام 2015. تنافست في دورة الألعاب الأولمبية الصيفية 2020.
شاركت في بطولة العالم لألعاب القوى 2023، التي أقيمت في بودابست، وأصبحت أول برازيلية في التاريخ تصل إلى نهائي مسابقة رمي الرمح. وفي النهائي (الذي شارك فيه 12 متسابقًا)، وبعد أداء 3 عمليات إطلاق، احتلت المركز السادس، مسجلة 60.34 مترًا، لتكون من بين 8 متسابقين سيواصلون المنافسة ويقومون بـ 3 عمليات إطلاق أخرى. ولم تتمكن من تحسين علامتها في الانطلاقات النهائية الثلاث، حيث احتلت المركز الثامن، وهو أفضل مركز في تاريخ البرازيل في هذا الحدث في بطولة العالم.
أفضل رقم شخصي لها في هذا الحدث هو 62.89 مترًا والذي حققته في ساو باولو عام 2014. وهذا هو الرقم القياسي الوطني.